# Kaspické moře

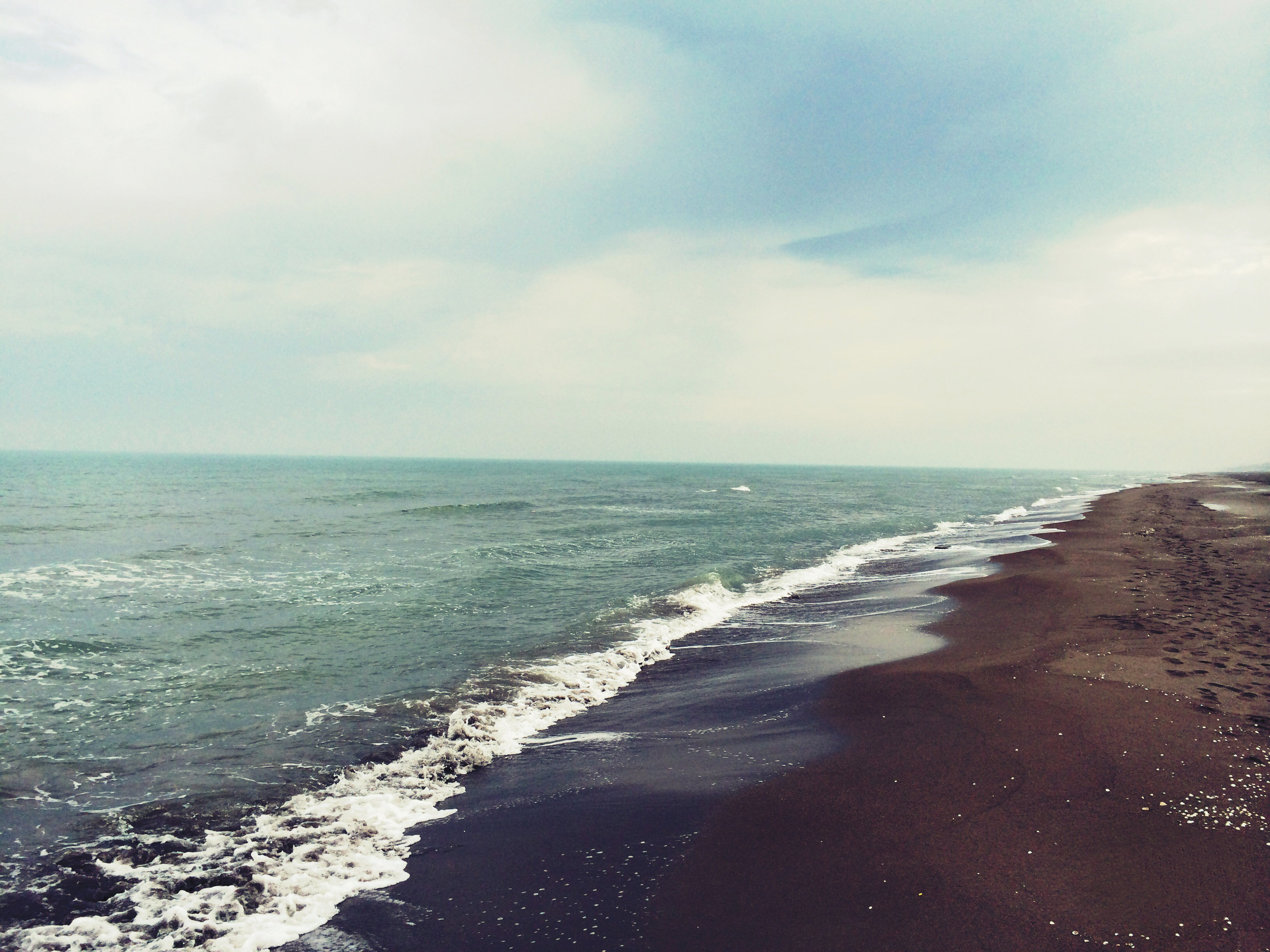
Kaspické moře - pláž Khezeshahr (Chazarská)

Kaspické moře (rusky Каспийское море nebo Каспий; persky دریای مازندران‎; ázerbájdžánsky Xəzər dənizi; kazašsky Каспий теңізі; turkmensky Hazar deňizi; řecky Kaspion pelagos; latinsky Mare Caspium) je bezodtoké jezero rozprostírající se mezi Asií a Evropou. Na jeho březích leží 5 států: Rusko (Dagestán, Kalmycko a Astrachaňská oblast), Kazachstán (Atyrauská a Mangystauská oblast), Turkmenistán (Balkan), Írán (Golestán, Mázandarán a Gílán) a Ázerbájdžán.
Má rozlohu 376 000 km². Je ze severu na jih 1 200 km dlouhé a průměrně 320 km široké, průměrná hloubka je 184 m a maximální hloubka dosahuje 1 025 m. Objem vody je 78 000 km³. Rozloha povodí je 3 500 000 km² (z toho více než třetinu činí povodí Volhy). Hladina leží 28,5 m pod úrovní světového oceánu.
Kaspické moře není mořem v pravém slova smyslu, neboť není součástí světového oceánu – z tohoto hlediska je to slané jezero, podobně jako např. Mrtvé moře. Geologicky se nicméně jedná o část někdejšího oceánu, která od něj byla oddělena vyzdvižením pevniny. Dno nejhlubších částí Kaspického moře má proto charakter oceánské kůry, čímž se liší od běžných kontinentálních jezer.
Mezi jezery je Kaspické moře největší a nejobjemnější na světě. Má asi o polovinu větší plochu a 3,5krát větší objem než všechna americká Velká jezera dohromady. Je ovšem až třetí nejhlubší, po Bajkalu a Tanganice. Jeho slanost je asi třetinová oproti průměru oceánu, ovšem je velmi nerovnoměrná – severní konec je díky velkým přítokům téměř sladkovodní a směrem k jihu slanost stoupá.
Kaspické moře je také jezerem s nejvyšším počtem států na březích – pět (před rozpadem Sovětského svazu to však byly jen dva). Pro tři z nich (Ázerbájdžán, Kazachstán, Turkmenistán) se jedná o jediné „moře“, k němuž mají přístup.

## Název
Název je odvozený od dávného kmene Kaspijců, kteří žili ve východní části Kavkazu. Také jiná historická jména (Hyrkánské, Chvalynské nebo Chazarské moře atd.) jsou odvozena od historických národů či zemí situovaných kolem jeho břehů.

## Geografie

### Pobřeží
Délka pobřeží je 7000 km. Pobřeží není příliš členité. Větší zálivy jsou na severu Kizljarský a Komsomolec, na východě Mangyšlacký záliv, Kenderli, Kazašský, Kara-bogaz-gol a Krasnovodský a na západě Agrachanský záliv a Bakinská zátoka. Na jihu se nacházejí mělké laguny.
Břehy v severní části jsou nízké, velmi táhlé a charakteristické množstvím vysušených míst. Ta vznikla v důsledku jevů, způsobených velkými větrnými vlnami. Jsou zde také deltové břehy (Volha, Ural, Těrek). Celkově se pobřeží na severu rozšiřuje na úkor plochy jezera, což je způsobeno poklesem hladiny a zvětšováním delt přinášeným materiálem. Západní břehy také tvoří převážně usazené materiály (přesypy, kosy). Oddělené úseky v Dagestánu a na Apšeronském poloostrově jsou tvořené rozrušenými horninami. Na východě převládají rozrušené břehy tvořené vápenci s přilehlými polopustinnými a pustými planinami. Usazené materiály se zde však vyskytují také. Tvoří Karabogazskou kosu (odděluje od moře záliv Kara-bogaz-gol), Krasnovodskou kosu a kosu Kenderli a převládají na jihu Krasnovodského poloostrova.
Na březích se nachází pět národních parků. Jsou to v Rusku Astrachaňský národní park v deltě Volhy a Dagestánský národní park v severním Dagestánu v Kizljarském zálivu, v Turkmenistánu pak Krasnovodský národní park, který se skládá ze dvou částí. Jedna zahrnuje Krasnovodský záliv a druhá pobřeží na jihu země v okolí města Gasan Kuli. V Ázerbájdžánu se nacházejí Kyzylagadžský národní park a Şirvanský národní park.

### Dno
Podle charakteru dna můžeme jezero rozdělit na Severní Kaspik, Střední Kaspik a Jižní Kaspik.
- Severní Kaspik (rozloha přibližně 80 000 km²) je nejmělčí část celého jezera s hloubkami 4 až 8 m. Představuje okraj Přikaspické prohlubně Východoevropské desky. Dno je tvořené slabě zvlněnými usazenými horninami. Vyskytuje se zde řada mělčin a ostrovů. Mangyšlacký práh je strukturou svázán s hercynským ztraceným valem Karpinského na západě a s pohořím Mangyšlak na východě. Odděluje Severní Kaspik od Středního Kaspiku.
- Střední Kaspik (rozloha přibližně 138 000 km²) je výrazně hlubší. Jeho dno má heterogenní strukturu. Jeho východní část tvoří ponořený díl epihercynské Turanské desky. Nachází se zde Derbentská propadlina (hloubka 788 m), okrajová prohlubeň geosynklinály Kavkazu. Šelf a pevninský sklon je komplikovaný podvodními sesuvy, kaňony a zbytky starých říčních údolí (zvláště na severu). Na jihu je od Jižního Kaspiku oddělen Apšeronským prahem, na kterém se nachází řada mělčin a ostrovů. Ten byl vytvořen novějším vrásněním pohoří Kavkaz a Kopet Dag.
- Jižní Kaspik (rozloha přibližně 153 000 km²) je nejhlubší (1 025 m). Je charakterizovaný podoceánským vytvářením zemské kůry. U západního a jižního (íránského) pobřeží má úzký šelf, u východního pobřeží je šelf výrazně širší. Dno představuje plochou hlubinnou rovinu. Nachází se zde žulová vrstva o tloušťce až 25 km (to ukazuje na velké stáří prohlubně Jižního Kaspiku) a pod ní čedičová o hloubce až 15 km. Na severu se nachází několik podvodních hřbetů, táhnoucích se ze severozápadu na jihovýchod.

Až do pozdního miocénu bylo Kaspické moře těsně spojené s Černým mořem. Poté bylo toto spojení přerušeno a spojení s oceánem bylo obnoveno v pozdním pliocénu. V antropogéně v důsledku střídání dob ledových a meziledových ve Východní Evropě se Kaspické moře zvedalo a klesalo. Vznikly tak jezerní terasy na pobřeží. Na šelfu se nacházejí terigenní a mušlovité písky, mušle, oolitové písky. Hlubinné úseky dna jsou pokryté jílovitými usazeninami s vysokým obsahem karbidu vápníku. Dno obsahuje bohatá ložiska ropy a zemního plynu (Apšeronský práh, dagestánské a turkmenské pobřeží a perspektivně i Mangyšlacký práh). V zálivu Kara-bogaz-gol se nacházejí naleziště síry.

### Ostrovy
Ostrovy se nacházejí při pobřeží a hlavně v severní části. Celkem jich je asi 50 o celkové rozloze přibližně 350 km².

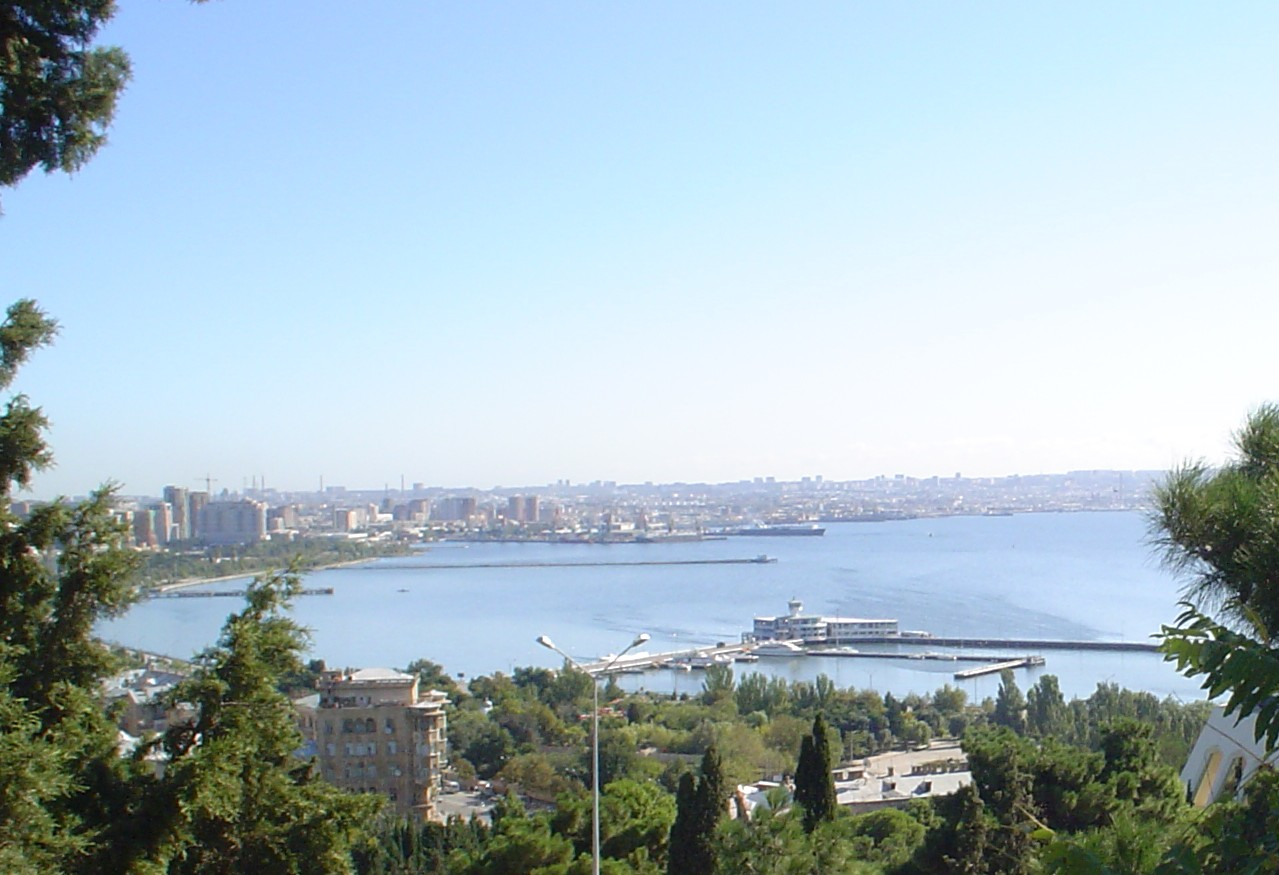
Pohled na Kaspické moře z hlavního města Ázerbájdžánu Baku

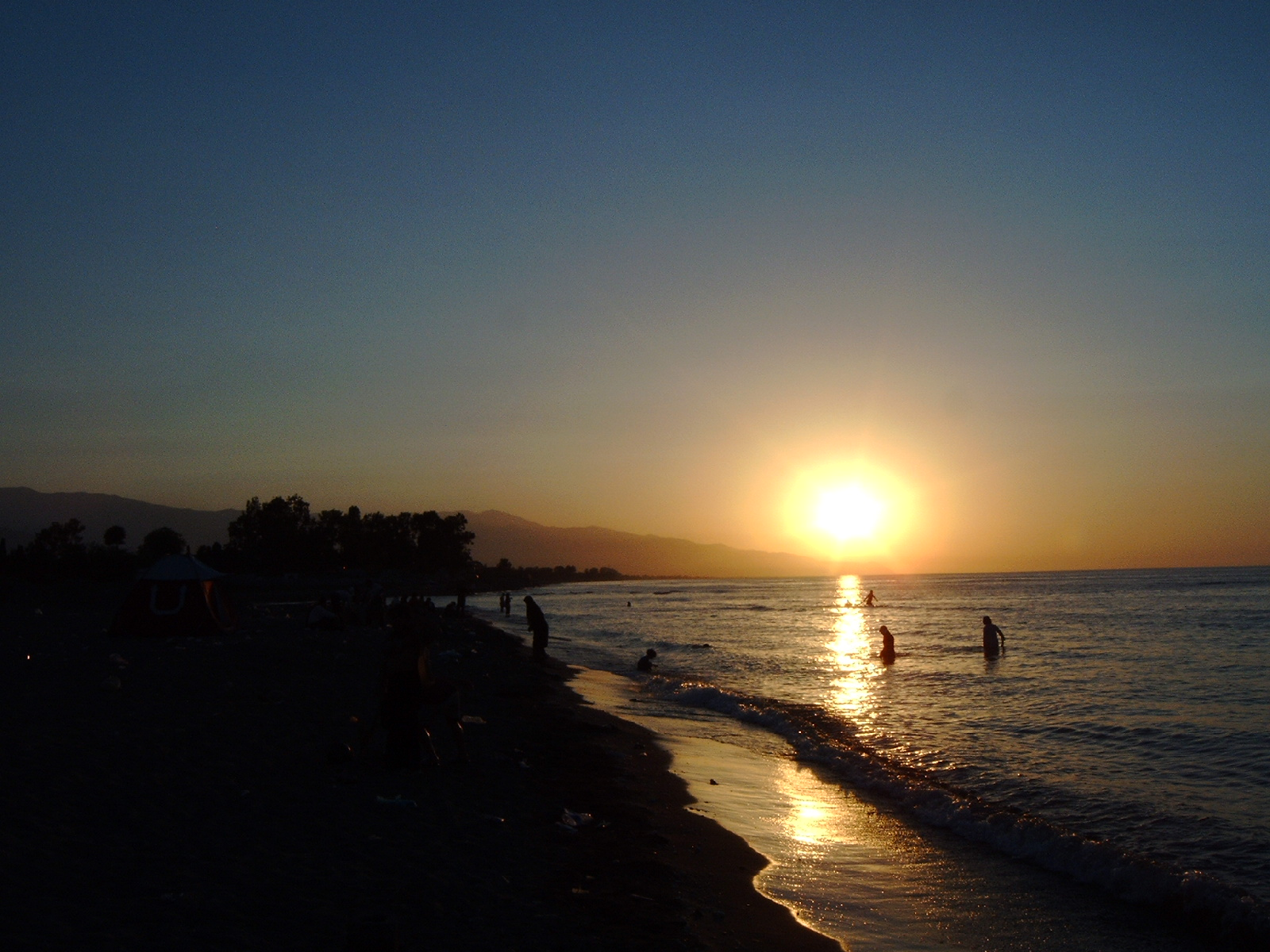
Západ slunce nad Kaspickým mořem v Íránu

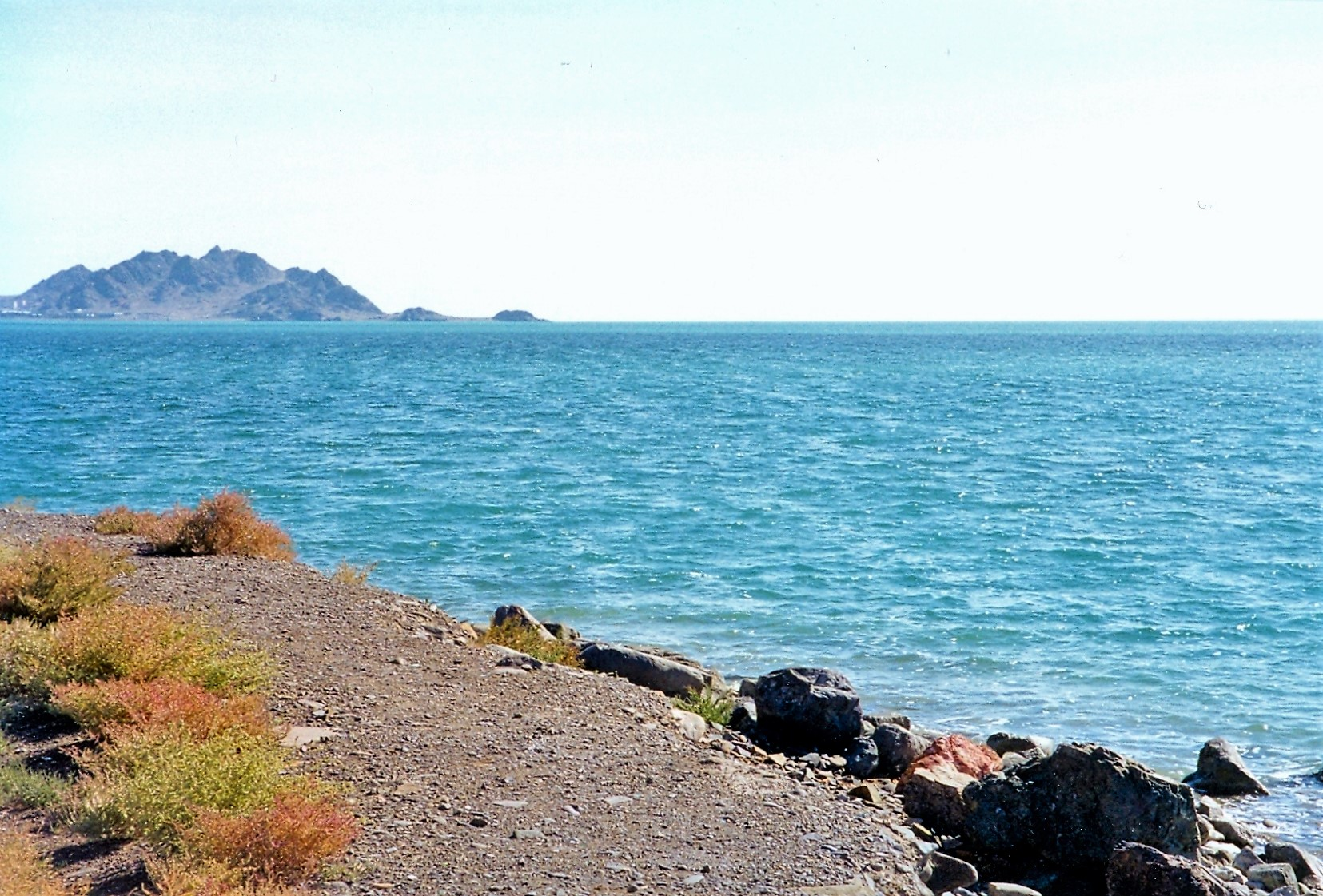
Kaspické moře v Turkmenbaši v Turkmenistánu

### Poloostrovy
- Apšeronský poloostrov – na severu Ázerbájdžánu
- Agrahaňský poloostrov – v Dagestánu
- Miyānkāle – v Íránu
- Karabogazská kosa, Krasnovodská kosa, Kenderli a Krasnovodský poloostrov – v Turkmenistánu
- Mangyšlak – v Kazachstánu

### Vodní režim
Největší řeky ústí do severní části Kaspického moře. Jsou to v Rusku Volha (zdaleka největší, zajišťuje cca 80 % všeho přítoku) v Astrachaňské oblasti a Těrek na území Dagestánu a v Kazachstánu řeka Ural u města Atyrau a řeka Emba, která občasně vysychá. Celkový přítok těchto řek tvoří 88 % veškerého říčního přítoku. Dalších přibližně 7 % tvoří západní přítoky Sulak na hranicích Ruska a Ázerbájdžánu a v Ázerbájdžánu od severu řeky Samur, Sumgait, Pirsaat a Kura. Zbývajících 5 % tvoří řeky íránského pobřeží. Kyzyluzen v provincii Gílán a v provinciích Mázandarán a Golestán od západu řeky Rúdháne-je Heraz, Sírín Rúd, Rúdháne-je Neká a Rúdháne-je Gorgán. Na hranicích Íránu a Turkmenistánu pak řeka Atrek. Na východě žádné řeky nevtékají.
Úroveň hladiny se vyznačuje značnými dlouhodobými výkyvy, především v důsledku změn vodní bilance. Podle geologických, archeologických, historických a geomorfologických pramenů byla hladina na vysoké úrovni (-22 m) před 4 až 6 tisíci lety, na začátku našeho letopočtu a na začátku 19. století (novokaspická transgrese). Také je známo že v 7. až 11. století byla úroveň hladiny nízká (zřejmě 2 až 4 m pod současnou úrovní). V r 1929 před znatelným poklesem hladiny byla rozloha Kaspického moře 422 000 km² (-26 m). Poté následovalo snižování hladiny až do roku 1956. Nyní kolísá hladina okolo -28,5 m. Příčinou posledního poklesu bylo kromě klimatických změn, snížení průtoku přitékajících řek a zvětšení odparu také vybudování vodních nádrží na Volze, využívání řek pro zavlažování a odběr vody pro průmysl. Negativně se projevuje také odtok vody do zálivu Kara-bogaz-gol, jehož hladina leží asi o 4 m níže než vlastní Kaspické moře (technicky vzato se tak vlastně jedná o samostatné jezero, kam voda z Kaspického moře "stéká"). Na celkovém vodním příjmu v r 1970 se podílely srážky 66,8 km³, přitékající řeky 266,4 km³ a podzemní vody 5 km³ a na úbytku vypařování 357,3 km³, odtok do Kara-Bogaz-Gol 4 km³ a čerpání vody z moře 1 km³. Rozdíl způsobil roční pokles hladiny.
Hlavní tlakové oblasti, které určují cirkulaci vzduchu v oblasti jezera, jsou výběžek asijské výše v zimě a azorské výše a jihoasijské níže v létě. Klima je kontinentální s převládajícími anticyklonovými podmínkami počasí, suchými větry, tuhou zimou (především na severu), velkými výkyvy teploty v průběhu roku a malými srážkami (s výjimkou jihozápadní části). V severních a středních částech jezera převládají od října do dubna větry východních směrů a od května do září severozápadních směrů. V jižní části mají větry převážně monzunový charakter. Nejsilnějšími větry se vyznačuje oblast Apšeronského poloostrova („bakinský severák“ na podzim). Na pobřeží střední části a v západním díle severní části jsou časté bouře, při kterých dosahuje rychlost větru i více než 24 m/s.
Průměrná dlouhodobá teplota vzduchu v červenci a srpnu je nad celým jezerem stejná 24 až 26 °C. Maximum bylo naměřeno nad východním pobřežím (44 °C). V zimě je teplota různá od -10 °C na severu do 12 °C na jihu. Nad jezerem spadne průměrně 200 mm srážek za rok, na západním pobřeží je to 400 mm, na suchém východním pobřeží 90 až 100 mm a na subtropickém jihozápadě až 1 700 mm. Vypařování z povrchu moře je velmi velké až 1 000 mm za rok, na východě a na Apšeronském poloostrově až 1 400 mm.

### Vlastnosti vody
V Kaspickém moři panuje cyklonální cirkulace vody, která je důsledkem přitékajících řek a převládajících větrů. Voda proudí ze severu na jih podél západního břehu k Apšeronskému poloostrovu, kde se proud rozděluje na dvě větve. Jedna pokračuje podél břehu na jih a druhá protíná jezero směrem na východ a tam se spojuje s proudem směřujícím na sever podél východního břehu. V jižním Kaspiku se také vyskytuje cyklonální cirkulace, ale je méně zřetelná. Mezi Baku a ústím Kury je pak doplněna místní anticyklonální cirkulací.
V severním Kaspiku převládají nestálé větrem hnané proudy rozličných směrů. Jejich rychlost je 10 až 15 cm/s, při silných větrech ve směru proudu může dosahovat 30, 40 až 100 cm/s. Časté střídání klidu a silného větru způsobuje velké množství dní s vysokým vlněním. Nejvyšší vlny až 11 m se vyskytují u Apšeronského poloostrova.
Teplota vody v létě u hladiny dosahuje 24 až 26 °C na severu a 29 °C na jihu, v Krasnovodském zálivu až 32 °C. U východních břehů se někdy v červenci a srpnu teplota snižuje na 10 až 12 °C. Je to způsobeno větrem a stoupáním hlubinných vod. V zimě jsou teploty více rozdílné. Na severu je teplota do 0,5 °C a na dva až tři měsíce jezero zamrzá. Tloušťka ledu dosahuje 2 m. Ve Středním Kaspiku dosahuje teplota 3 až 7 °C a zamrzají zde mělké zálivy. V Jižním Kaspiku je teplota 8 až 10 °C. Nezřídka se ledy ze severu na jih dostávají vlivem větru podél západního pobřeží. Někdy mohou ledy dosáhnout až Apšeronského poloostrova a způsobit zde škodu na hydroenergetických stavbách na moři.
Průměrná slanost vody je 12,7 až 12,8 ‰, maximální (kromě Kara-bogaz-gol) u východního břehu 13,2 ‰, minimální na severozápadě 1 až 2 ‰. Složení soli se od oceánu odlišuje vysokým obsahem sulfátů, uhličitanu vápenatého, hořčíku a menším podílem chloridů, což je způsobeno charakterem přitékající vody.
Vertikální promíchávání vod v zimě se týká celé hloubky na severu a 200 až 300 m hluboké vrstvy na jihu. V létě a na podzim pak probíhá ve vrstvě hluboké 15 až 30 m. Na této hranici se pak nachází teplotní skok až o několik stupňů na metr, který brání průniku tepla do větších hloubek.
Krátkodobé kolísání hladiny až o 2 m může být způsobeno větry. Vyskytují se také dlouhoperiodické vlny s periodami 10 minut až 12 hodin s amplitudou do 70 cm. Během roku se výška hladiny pohybuje v rozmezí 30 cm.

## Fauna a flóra
V jezeře nežije mnoho druhů, ale ty, které tam žijí, jsou zastoupeny velkým množstvím jedinců. Žije zde 500 druhů rostlin a 824 druhů ryb a jiných živočichů.
Z rostlin převládají sinice a rozsivky (rhizosolenia aj.). Nově se objevilo mnoho červených a hnědých vodních rostlin. Z kvetoucích jsou nejrozšířenější vocha mořská a táhlice. Největší rostlinnou masu tvoří parožnatky (do 30 kg na 1 m² dna)
Živočichové mají většinou původ v neogénu, a v důsledku častých změn slanosti prošli značnými změnami. Z ryb se zde vyskytují jeseteři, sledi, kilky, hlaváči a zástupci druhu benthophilus. Z měkkýšů to jsou slávičkovití a srdcovkovití. Z bezobratlých pak zástupci pontogammarus, mnohoštětinatci, houby a jeden druh medúz. Kromě toho zde žije 15 druhů, které se sem dostaly z arktických a středozemních povodí. Významnou skupinu tvoří živočichové sladkovodního původu (candát obecný). Je zde velmi mnoho endemických druhů, například tuleň kaspický. Některé organismy se přistěhovaly do Kaspiku poměrně nedávno, ať už na trupech lodí (slávky, rhizosolenia, svijonožci a také krabi) nebo přímo prostřednictvím člověka (cípal hlavatý, nereidky a zástupci syndesmya).

## Lodní doprava
Kaspické moře má velký význam pro národní i mezinárodní lodní dopravu. Základní náklady převážené po moři představují ropa, dřevo, obilí, bavlna, rýže a síra. Hlavní přístavy jsou Astrachaň, Baku, Machačkala, Krasnovodsk a Aktau, které jsou spojené osobní dopravou. Mezi Baku a Krasnovodskem funguje železniční trajekt. V Íránu jsou největší přístavy Bandar-e Anzalī a Bender-Šách.

## Historie

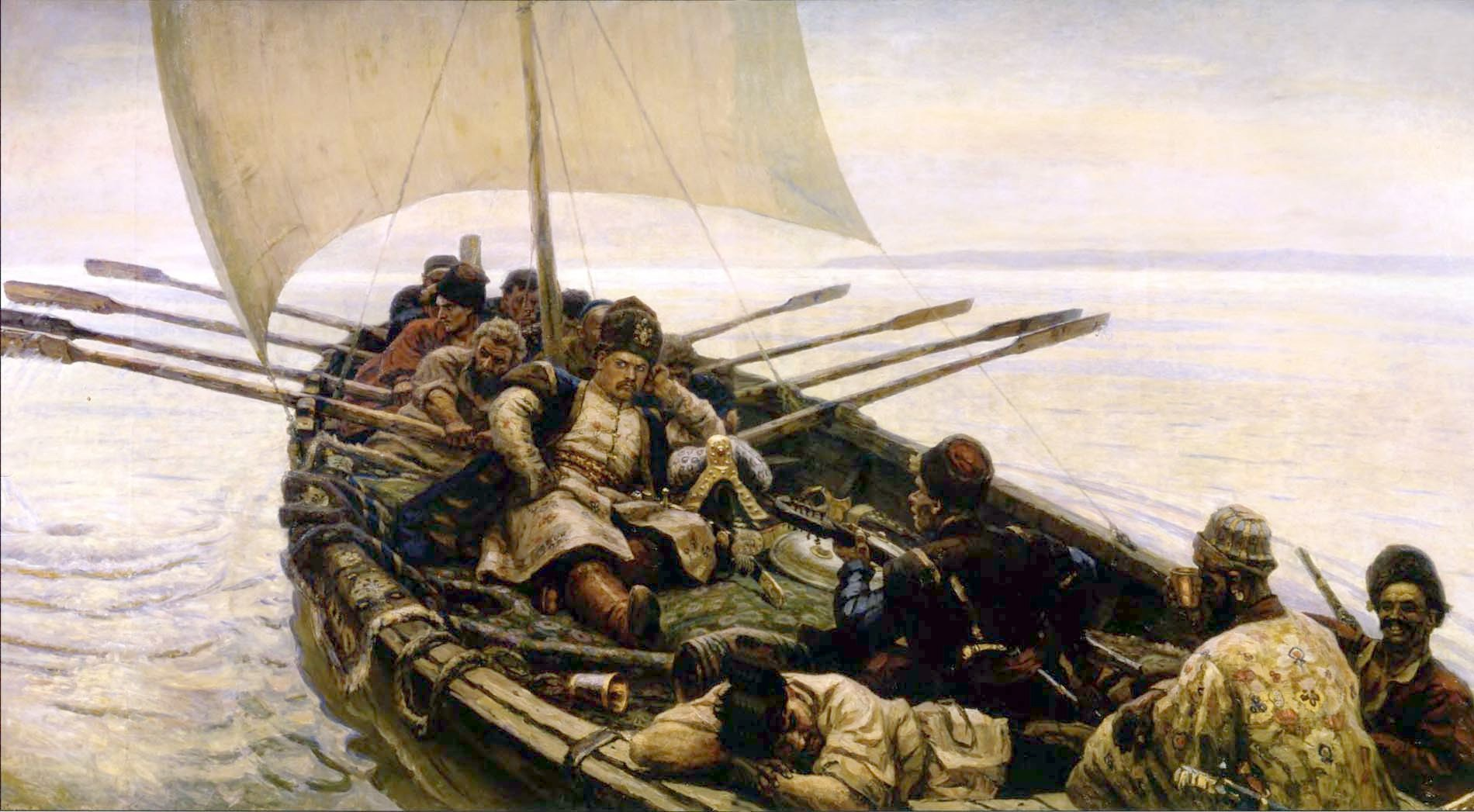
Stěnka Razin (Vasilij Surikov)

Zdokumentovaná svědectví o znalostech Kaspiku a plavbách po něm pocházejí z 9. a 10. století (arabské, arménské a perské rukopisy). Pravidelné sledování bylo zahájeno za Petra Velikého, který v letech 1714–15 inicioval expedici pod vedením A. Bekoviče-Čerkasského, jež prozkoumala východní břehy. Ve 20. letech 18. století zahájil hydrografické průzkumy moře I. F. Sojmonov a ve druhé polovině 18. století I. V. Tokmačjov a M. I. Vojnovič. V 19. století provedl Kolodkin první detailní zaměření břehů a v jeho díle pokračoval N. A. Ivašincev. Mapy vytvořené na základě těchto měření sloužily do 30. let 20. století.
Pro výzkum jezera přinesli velký vklad v 19. století vědci P. S. Pallas, S. G. Gmelin, G. S. Karelin, K. M. Ber, G. V. Abich, O. A. Grim, N. I. Andrusov a I. B. Špindler. V roce 1897 byla založena Astrachaňská vědecko-výzkumná stanice. Následovaly hydrologické a hydrobiologické expedice N. M. Knipoviče, které pokračovaly i po roce 1917. V té době získala na významu ropná naleziště na Apšeronském poloostrově, jež prozkoumali geologové I. M. Gubkin, D. V. a V. D. Golubjatnikové, P. A. Pravojelavlev, V. P. Baturin a S. A. Kovalevskij. O průzkum kolísání hladiny se zasloužili B. A. Appolov, V. V. Valedinskij, K. P. Voskresenskij a L. S. Berg.

## Osídlení pobřeží

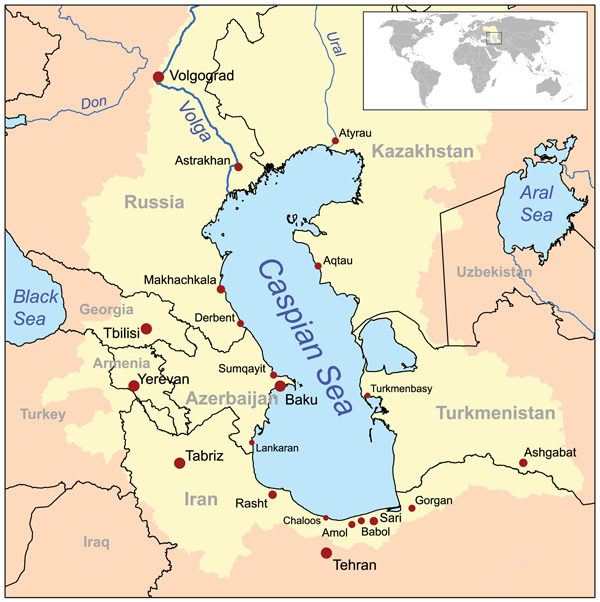
Mapa Kaspického moře zahrnující některá sídla na pobřeží, žlutě je vyznačeno jeho povodí

Města na březích Kaspického moře (ve směru hodinových ručiček)
- Kazachstán
  - Atyrauská oblast – Zaburunje, Atyrau
  - Mangystauská oblast – Fort-Ševčenko, Aktau, Kuryk
- Turkmenistán (Bekdaš, Karabogazgöl, Kuuli Majak, Turkmenbaši, Džanga,Aladža, Okarem, Gasan-Kuli)
- Írán
  - provincie Mázandarán a Golestán – Gomíšán, Bandar-e Torkemán, Hazarábád, Bábolsar, Fereidúnkenár, Mahmúdábád, Núr, Núšahr, Čalús, Abbásábád, Tonekábon, Rámsar
  - provincie Gílán – Čáboksar, Kaláčaj, Rúdsar, Kenár Darjá, Homám, Bandar-e Anzalí, Ástára)
- Ázerbájdžán (Astara, Lenkoran, Neftčala, Aljat, Gobustan, Primorsk, Baku, Mardakan, Buzovna, Sumqayıt)
- Rusko
  - Dagestán – Derbent, Izberbaš, Kaspijsk, Machačkala, Krajnovka
  - Kalmycko – Lagaň
  - Astrachaňská oblast – Oranžeri, Astrachaň, Kirovskij, Makovo)